# Scholz Arena
A Scholz Arena chamada de Floresta Urbana Stadium Aalen até 2008 é um estádio de futebol, pertecente a cidade de Aalen, na Alemanha, o Verein für Rasenspiele 1921 Aalen,
equipe local que dispulta a 2. Fußball-Bundesliga 2014-2015, utiliza o estádio nos jogos como madante.